# Rivotte
Quartier Rivotte de Besançon

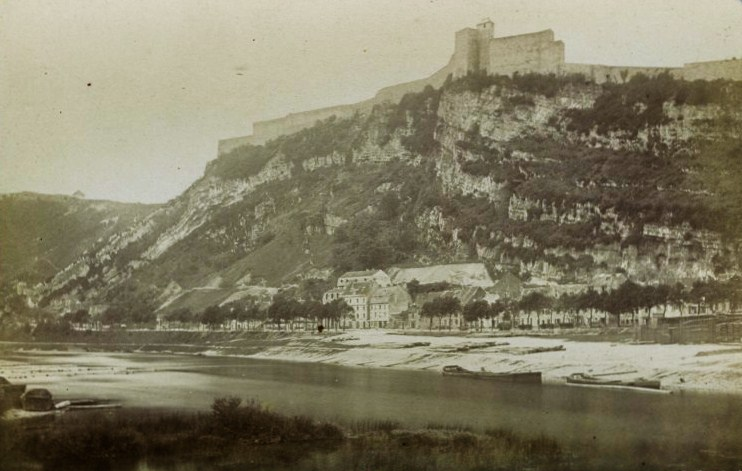
Le secteur avant la construction du tunnel fluvial en 1882

Rivotte est un secteur du centre-ville de Besançon, situé entre le Doubs au nord et la citadelle au sud.

## Étymologie
Le nom du quartier est composé de « rive » et du suffixe diminutif féminin franc-comtois « -otte » (équivalent de « -ette » en français). Le quartier occupe en effet une bande de terre plate, longue et étroite, entre le flanc abrupt de la citadelle et le Doubs.

## Histoire
L’histoire de ce petit secteur est assez mystérieuse, mais l’on sait que les premiers bâtis datent de l’époque romaine, lorsque les habitants percèrent le rocher entravant la route vers la Suisse.

## Géographie
Ce secteur est situé entre la Porte taillée, le centre historique de Besançon et au pied de la citadelle de Besançon.

## Monuments
- La Porte Rivotte, fortification médiévale.
- La Porte taillée.
- La Tour de Rivotte.
- Le magasin du port de Rivotte, inscrit aux monuments historiques.
- Le tunnel-canal de Besançon, canal fluvial sous la citadelle.

## Enseignement
- Enseignement public primaire : école Rivotte.

## Transport
- Les lignes  11  26  81  82  83  du réseau Ginko desservent le secteur.

## Équipement sportif et culturel
- Club de tir sportif de la société de tir de Besançon.

## Commerces
- Boulangerie, coiffeurs, bars, restaurants, épicerie, etc.

## Voirie
- Passerelle reliant Rivotte à un bâtiment à l’extrémité de la ville.
- Tunnel routier reliant le secteur à Tarragnoz.
- Tunnel fluvial reliant le secteur à Tarragnoz.

## Notes et références

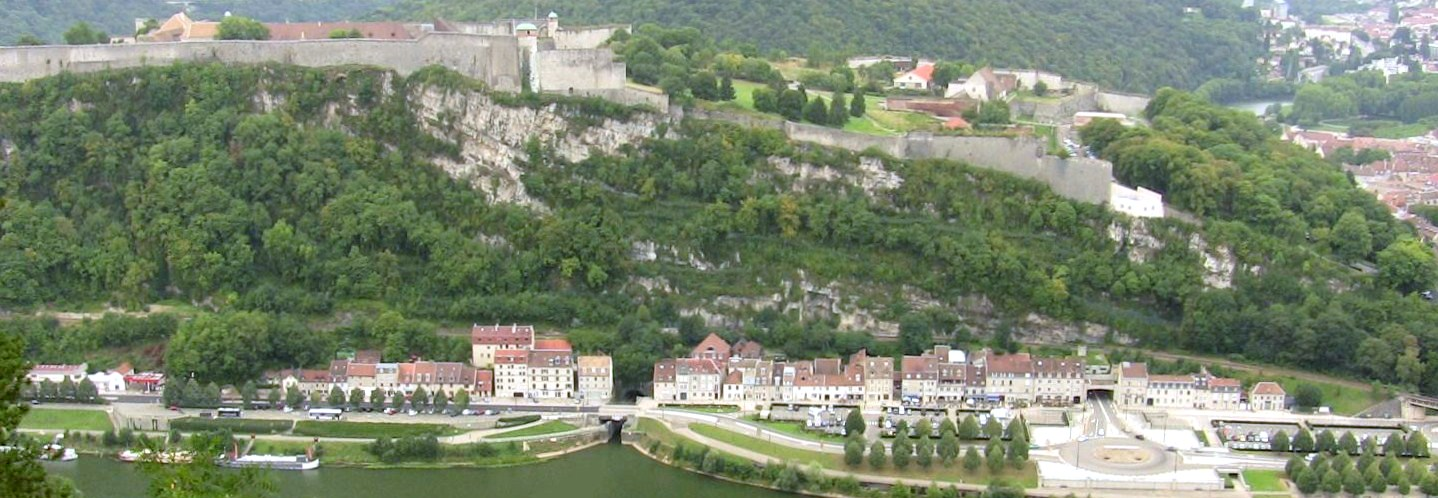
Vue du secteur et de la Citadelle de Besançon, depuis le Fort de Bregille